# International Golf Federation
La International Golf Federation (IGF) è la federazione sportiva internazionale, riconosciuta dal CIO che rappresenta il golf alle Olimpiadi. La federazione ha assunto l'attuale denominazione nel 2003, precedentemente era World Amateur Golf Council.

## Golf sport dei Giochi della XXXI Olimpiade
L'8 ottobre 2009, nel corso nella 121ª sessione del CIO tenutasi a Copenaghen, il golf è stato ammesso (con 63 voti favorevoli contro 27) come sport olimpico per i Giochi olimpici estivi di Rio de Janeiro 2016.
La IGF propone due gare individuali (una maschile ed un femminile) con un field a 60 giocatori/giocatrici, a 72 buche.